# Педагогика (журнал)
«Педаго́гика» (с 1937 по 1991 годы — «Сове́тская педаго́гика») — ведущий научно-теоретический журнал Российской академии образования (с 1937 по 1943 годы — орган Наркомпроса РСФСР; с 1944 по 1966 годы — Академии педагогических наук РСФСР; с 1967 до 1991 года — Академии педагогических наук СССР). Выходит ежемесячно. Код ISSN 0131-6826.
Издание ориентировано на преподавателей вузов, аспирантов и научных работников. Освещаются новаторские поиски во всех сферах народного образования и в педагогической науке. Включён в базу лучших российских журналов, посвящённых науке, рекомендован для размещения на платформе Web of Science в базе Russian Science Citation Index (RSCI).
Тираж: в 1975 г. —83 000 экз., в 2019 — 5000 экз. Периодичность в 2019 составляет 10 раз в год. В 2007 г. к 70-летию журнала за активную общественно-политическую деятельность издание получило Почётную грамоту Государственной Думы Российской Федерации.

## Главные редакторы
- действ. член АПН СССР Н. К. Гончаров (1937—1939, 1955—1963)
- Г. П. Вейсберг (1939—1941)
- Н. Т. Сергеенков (1941—1942)
- действ. член АПН СССР И. А. Каиров (1942—1950)
- член-корр. АПН РСФСР Б. П. Есипов (1950—1952)
- член-корр. АПН СССР И. Т. Огородников (1952—1955)
- действ. член АПН СССР Ф. Ф. Королёв (1963—1971)
- член-корр. АПН СССР С. А. Черник (1971—1983)
- действ. член РАО Г. Н. Филонов (1983—1991)
- действ. член РАО В. П. Борисенков (1992—2008)
- член-корр. РАО А. Я. Данилюк (2008—2011)
- д.п.н. член-корр. РАО Р. С. Бозиев (с 2011)

## Редакционная коллегия
В состав редколлегии входят: д.п.н. Р. М. Асадуллин, д.п.н. А. Ю. Белогуров, член-корр. РАО М. В. Богуславский, действ. член РАО В. А. Болотов, действ. член РАО А. А. Кузнецов, действ. член РАО В. С. Лазарев, действ. член РАО Н. Д. Никандров, д.п.н. Л. М. Перминова, действ. член РАО Н. Д. Подуфалов, акад. А. Л. Семёнов, д.п.н. Я. С. Турбовской.